# آتش در دشت
آتش در دشت (به ژاپنی: 野火 Nobi)، فیلمی جنگی از سینمای ژاپن است که در سال ۱۹۵۹ به کارگردانی کن ایچیکاوا ساخته شد. فیلمنامهٔ آن از رمان آتش در دشت (۱۹۵۱) نوشتهٔ شوهه اوکا اقتباس شده‌است. این فیلم در ابتدا به دلیل صحنه‌های خشونت‌بار و غمناکش بازخوردهای ضدونقیضی در میان منتقدین داشت اما امروزه آن را فیلمی خوب در ژانر خود می‌دانند.
فیلم آتش در دشت، تلاش‌های یک سرباز مسلول ژاپنی را برای زنده ماندن در روزهای پایانی جنگ جهانی دوم به تصویر می‌کشد. کن ایچیکاوا توانسته‌است موضوع اصلی فیلم را که تلاش برای زنده‌ماندن و در عین حال عبور نکردن از قوانین اخلاقی است به خوبی به نمایش درآورد.

## داستان
فوریه سال ۱۹۴۵ است و خطوط تدارکات نیروهای ژاپنی مستقر در جزیرهٔ فیلیپین قطع شده‌است. سرباز تامورا، مسلول است و همقطارانش او را سربار خود می‌بینند؛ به همین دلیل به او دستور داده می‌شود تا خود را بیمارستان برساند و اگر توان رسیدن به آنجا را ندارد خودکشی کند. او به بیمارستان می‌رود اما به دلیل نبود امکانات از پذیرش او سر باز می‌زنند. در بیرون بیمارستان با عده‌ای دیگر از رانده‌شدگان برخورد می‌کند و پیش آنان می‌ماند. در همین هنگام، بیمارستان مورد حملهٔ هوایی قرار می‌گیرد و او مجبور به فرار به داخل جنگل می‌شود.
او در حین فرار در دهکده‌ای مقداری نمک پیدا می‌کند و پس از همراه شدن با سه سرباز ژاپنی دیگر در جنگل به صف نیروهای ژاپنی شکست‌خورده و درمانده‌ای برخورد می‌کند که در حال عقب‌نشینی هستند. این صف طویل از سربازان برای عبور از جاده‌ای در میانهٔ جنگل تا شب صبر می‌کنند ولی شب‌هنگام در هنگام عبور ار جاده توسط تانک‌های آمریکایی غافلگیر می‌شوند و به جز تعدادی اندک بقیه کشته می‌شوند.
تامورای خسته و گرسنه سرگردان می‌شود تا اینکه با دو تن دیگر از سربازان رانده‌شدهٔ بیمارستان به نام‌های ناگاماتسو و یاسودا برخورد می‌کند. پای یاسودا دچار قانقاریا شده و نمی‌تواند حرکت کند و در این مدت ناگاماتسو مسئول پیدا کردن غذا بوده که خود می‌گوید با شکار میمون توانسته گوشت بدست بیاورد. پس از چندی تامورا پی می‌برد که ناگاماتسو با کشتن دیگر سربازان سرگردان ژاپنی، از طریق هم‌نوع‌خواری تغذیه می‌کند. پس از اینکه ناگاماتسو فرماندهٔ خود (یاسودا) را برای خوردن گوشتش می‌کشد تامورا نیز او را می‌کشد.

## بازیگران
| بازیگر            | نقش         |
| ----------------- | ----------- |
| اجی فوناکوشی      | تامورا      |
| اسامو تاکیزاوا    | یاسودا      |
| مایکی کورتیس      | ناگاماتسو   |
| مانتارو اوشیرو    | سرجوخه      |
| کیو سازاناکا      | افسر بهداری |
| یوشیهیرو هاماگوشی | افسر ژاپنی  |
| آسائو سانو        | سرباز       |
| ماسایا تسوکیدا    | سرباز       |
| [هیکارو هوشی      | سرباز       |

## جوایز
این فیلم در سال ۱۹۶۰ توانست جایزهٔ روبان آبی را برای بهترین کارگردانی و بهترین فیلم‌برداری از آن خود کند و نیز جایزهٔ کینما جونپو را برای بهترین فیلم‌نامه و بهترین بازیگر از آن خود کرد. جایزهٔ بهترین بازیگر را نیز از جایزه فیلم ماینیجی دریافت کرد.
این فیلم توانست در سال ۱۹۶۱ جایزهٔ بادبان طلایی جشنواره فیلم لوکارنو را برنده شود.